# 中土大陸的種族
本條目列出了在作家J·R·R·托爾金奇幻小說裡中土大陸出現的各個種族。

## 自由子民

### 埃努
埃努類似於天使，是由伊露維塔所創造。埃努又可分為主神維拉和次等神邁雅。而其中一些邁雅如埃斯塔力（巫師）、美麗安和黑暗魔君索倫等進入了中土大陸，幫助或奴役當地的人民。

### 矮人
矮人由奧力所創造，共分為七大部族。他們性格堅毅且固執，能吃苦耐勞，善於打造各種手工藝品，喜歡居住在山洞洞穴內，在孤山、藍山脈、鐵丘陵和摩瑞亞等地定居，開採和加工貴重金屬。

### 巨鷹

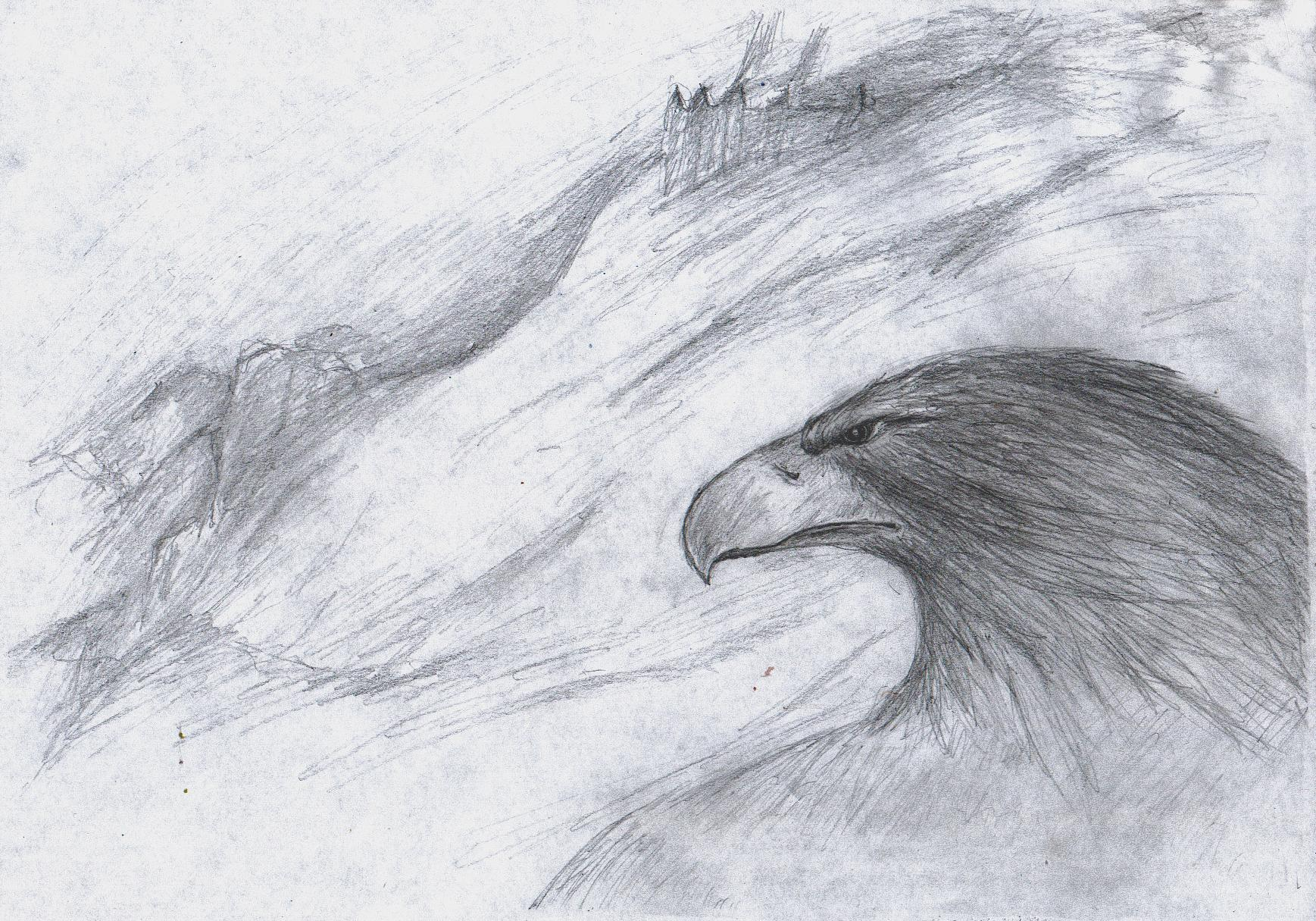
鷹王關赫

巨鷹是巨大的飛鳥，牠們可以說話。在第一紀元的憤怒之戰中，巨鷹索隆多帶領其族群跟隨維拉、精靈和伊甸人一同對抗魔苟斯。第三紀元，索隆多的後代關赫與蘭楚瓦居住在迷霧山脈東邊。

### 精靈
精靈又被稱為「初生子女」，為埃努最早甦醒的孩子，也是世界上最早使用語言的種族。他們幾乎是永生不死的，也有能力創造各種美好的事物。
在遠古時代精靈就分為了兩大分支：西方精靈（艾爾達族）和東方精靈。

### 樹人

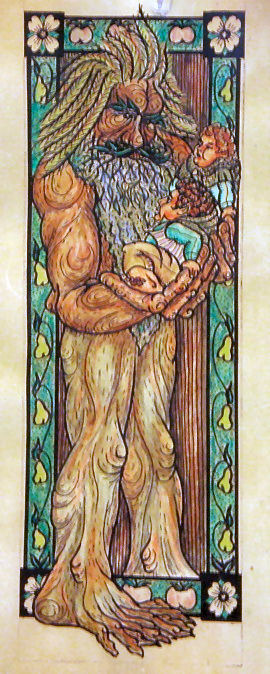
樹鬍抱著哈比人

樹人是古老的樹狀生物種族，外型類似於他們所牧養的樹木。他們由雅凡娜所創造，並被伊露維塔賦予了生命。他們還發明了用於互相溝通的語言——樹人語。到了第三紀元，樹人的族群逐漸縮小，並且失去了他們的伴侶樹妻。

#### 胡恩
胡恩是樹人的近親，他們可以跟樹人交談。他們的性格被形容為狂野且危險。在法貢森林和老林當中可能生活著許多胡恩。

### 巨人
在托爾金的小說中只有少數幾次提及了巨人，如在《哈比人》裡，迷霧山脈的石巨人以丟擲巨石作為遊戲，阻礙了索林·橡木盾和他的團隊前進。在同一本書中，甘道夫曾提到希望能找到一個善良的巨人來幫忙堵住哥布林鎮的入口。
而在電影《哈比人：意外旅程》的一個場景裡，石巨人有出現，它們彼此之間互相丟擲石頭，甚至連山脈也會分裂出來變成石巨人。

### 哈比人
哈比人是中土大陸一個歡樂的種族，他們性情愛好和平，與世隔絕，平日過著農耕的生活，自給自足，非常喜歡吃東西（一天吃六餐）和互相贈送對方禮物。哈比人習慣過著安逸的日子，尤其不喜歡出外冒險。他們平均壽命有一百歲，身高比人類和矮人還要矮，天生有著捲髮、尖耳朵和長滿毛的雙腳。
在第三紀元時期，哈比人共分為哈伏特、史圖爾和法絡海三個部族，其中法絡海一族來到伊利雅德定居並開墾土地，即為後來的夏爾。

### 人類
第三紀元時期中土大陸的人類分布於各處，其中自由子民陣營最龐大的族群則為剛鐸和洛汗，此外在布理、伊斯加、督伊頓森林等地也有自由子民。至於哈拉德林、隆恩、登蘭德、昂巴等地被魔君索倫統治的人類則不被視為自由子民。

### 河神
在托爾金的小說中僅提及了兩個河神，為龐巴迪之妻金莓和她的母親「河之女」。

### 湯姆·龐巴迪
有關湯姆·龐巴迪的出身始終是一個謎，他似乎在精靈與人類出生之前就早已存在，尚不知道他是屬於中土大陸的哪個種族。與其他種族不同，他完全不被至尊魔戒的誘惑所影響。

## 被奴役的子民

### 炎魔
炎魔是跟隨魔苟斯的墮落邁雅，一種火焰般的邪惡生物，他們參與了第一紀元中土大陸的許多戰役，但在憤怒之戰中大多被維拉的軍隊所消滅。第三紀元僅存的炎魔即為「都靈的剋星」，也就是被甘道夫所殺的摩瑞亞炎魔。

### 古墓屍妖
古墓屍妖是戒靈之首——安格馬巫王部下的邪靈，他們佔據了古墓崗裡登丹人國王的屍骸。

### 亡靈
在死亡沼澤和亡者之道處可見到亡靈的陰影。雖然戒靈與古墓屍妖也屬於亡靈的一種，但他們擁有不同的身體形態。

### 龍

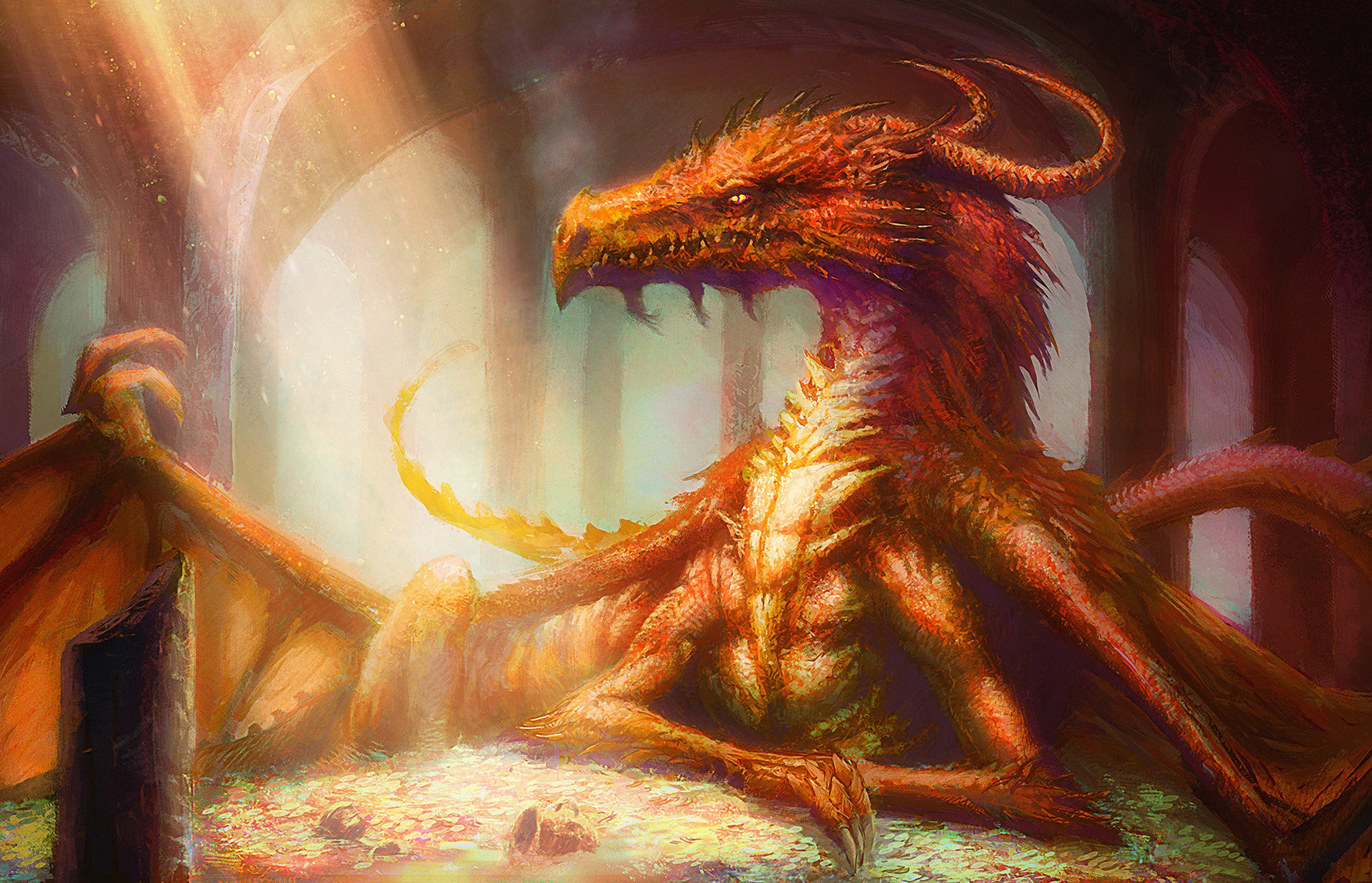
惡龍史矛革盤據在寶藏上

龍是一種擁有強大力量的可怕飛行生物，在第一紀元時期被魔苟斯飼養。牠們有著巨大的翅膀、噴火和說話的能力，其中有些龍（例如格勞龍）甚至可以催眠牠們的受害者。

### 哥布林
哥布林（Goblins）是托爾金偶而與半獸人（Orc）交替使用的詞。但有時哥布林亦被用作稱呼迷霧山脈裡的小種半獸人。

### 半獸人
半獸人是由魔苟斯培育出來的一隻邪惡種族，大多居住在山洞中，討厭陽光。許多半獸人以迷霧山脈為巢穴，也有很多住在魔多。半獸人彼此之間用一種骯髒的語言黑暗語交談。
據說魔苟斯以折磨被俘虜的精靈而將其改造成半獸人。
第三紀元，白袍巫師薩魯曼將人類與半獸人雜交，創造出新品種的生物強獸人，他們體格比半獸人強壯許多，具有強大殺傷力，且可以在光天化日下行走。

### 戒靈
戒靈（或稱黑騎士）共有九位，他們原是九名偉大的人類國王，索倫給了他們九支統御魔戒，腐化其身心，最後變成恐怖的惡靈，為索倫服務。他們穿著黑色的斗篷，以黑馬或是飛獸作為坐騎；主要的武器是帶給人們絕望與恐懼的黑之吹息。

### 人類
並非所有的人類都屬於善良力量的一方，生活在東方和南方的人類始終處於索倫的統治之下，為索倫效力，他們包括黑暗努曼諾爾人、南方的哈拉德林人、昂巴海盜以及許多不同族群的東方人類。
而早在第一紀元就已有一些東方人類處於魔苟斯的統治之下。

### 蜘蛛
中土大陸的一些蜘蛛體格龐大，非常狡猾，有些甚至具有說話的能力。第一紀元時期摧毀雙聖樹的巨蜘蛛昂哥立安是牠們的祖先，其後代遍布中土大陸各處，包括屍羅和幽暗密林的大蜘蛛。

### 食人妖
據說魔苟斯透過改造樹人而創造出食人妖。這種生物時常顯得遲鈍和愚蠢；他們和半獸人一樣討厭陽光，甚至照到太陽會被其石化。食人妖又可分為數個分支，有洞穴食人妖、山嶺食人妖、岩石食人妖以及索倫培育出的新種食人妖奧洛海（Olog-hai）。

### 座狼
座狼是一種類似狼的邪惡動物，有許多居住在登蘭德附近，常被半獸人用作坐騎。有些座狼可以理解人類的語言。

### 吸血鬼
托爾金筆下的吸血鬼是第一紀元時期隸屬魔苟斯陣營的生物，與歐洲民間傳說的吸血鬼明顯不同。唯一已知名字的吸血鬼是索倫的信使瑟林威西，而索倫自己也曾一度化身為吸血鬼的外形。

### 狼人
狼人是第一紀元時期魔苟斯培育出來的半人半狼生物。